# Datorspelsmusik
Datorspelsmusik eller TV-spelsmusik är musik som förekommer i datorspel, arkadspel och TV-spel. Vanligtvis handlar det om bakgrundsmusik men musiken får en mer betydande roll i olika typer av musikspel.

## Historia
Arkadspel under 1970-talet hade ofta musik av något typ, men var så monoton att musiken inte fick en större positiv verkan. Ofta var musiken kända melodier från folkmusik inprogrammerade av personer som hade programmeringsbakgrund, inte musikalisk bakgrund, och denna trend fortsatte fram tills att Commodore 64 och NES släpptes då spelföretagen på allvar började anlita spelmusiker. Det fanns förstås undantag, arkadmaskiner hade i spelbranschen oftast den mest avancerade teknologin och i vissa tidiga spel spelades kompletta soundtracks upp genom sampling och bandteknik.
TV-spel och hemdatorer hade länge mer avancerat ljud än ordinära arbetsdatorer. TV-spel hade ofta egna ljudchip och processorer för ljudet och mest anmärkningsvärt är Commodore 64:ans trekanaliga SID-chip från början av 1980-talet. I och med att Super Nintendo kom 1990 digitaliserades ljudet med den åttakanaliga och samplingsbaserade ljudkretsen SPC700.
Många anser att datorspelsmusikens genombrott kom med hemdatorn Commodore 64. SID-chippets ljud och flexibilitet gav musikerna chanser att skapa datorspelsmusik på andra sätt än tidigare. Kända SID-kompositörer från denna tid är bland annat Rob Hubbard, Jeroen Tel, Martin Galway, Reyn Ouwehand, Mark Cooksey, Chris Hülsbeck och Ben Daglish.
En annan mycket känd spelmusiker är Koji Kondo som gjorde musik till spelkonsolen Nintendo Entertainment System. Musiken till Super Mario Bros och The Legend of Zelda är gjord av denna kompositör.

### CD-kvalitetsmusik
I början av 1990-talet, då Commodores och Ataris maskiner började gå ur tiden blev PC:n huvudsystem för datorspelande. Det tog dock lång tid innan PC-datorer kunde ge bra stöd för digitalt ljud då datorn från början inte var gjord för spel. På 1980-talet, före ljudkortens tid, utgjordes musiken till PC-spel av ljud från datorns inbyggda PC-speaker, monofoniska toner av typen fyrkantsvåg. Under 1990-talet började huvudsakligen MIDI-baserad musik användas, från början med FM-synthiserat med AdLib som standard, och senare samplade ljud som fanns på MIDI-ljudkorten, med Creatives Sound Blaster som standard. Sound Blaster 16 (1992) hade stöd för 16-bits ljud i 44 kHz, vilket innebar att CD-kvalitet hade uppnåtts. Detta inträffade också under samma tid som CD-ROM-spelare till datorer började bli standard.
Även om tekniken länge fanns fortsatte ändå gammal teknik att dominera i musikväg. Spel som Doom från 1993 och Duke Nukem 3D 1996 använde musik av FM-syntiserad typ, men hade samplade 8-bits-ljudeffekter. 
CD-musik blev den dominerande musikformen runt mitten av 1990-talet, med spelet Quake (1996) som exempel. Under 2000-talet började komprimerad musik användas, musik i bland annat mp3-formatet, där Grand Theft Auto 3 är ett bra exempel. Grand Theft Auto 3 med dess uppföljare använder flera timmar musik med fiktiva radiostationer som hörs i bilradioapparater i spelet.

## Syfte
Musik i datorspel bör åtfölja grafiken som en sorts berättare, vilket betyder att den ska uppfylla vissa syften. Detta inkluderar bland annat att föregå action, dra till sig uppmärksamhet, fungera som ledmotiv, skapa en stämning, representera en tid och plats och signalera belöning.

## Uppmärksammad musik
Spel som uppmärksammats för sin musik är Quake-serien (där musiken framförs av Trent Reznor) och Grand Theft Auto-serien. Grand Theft Auto 3 använde skriven originalmusik till spelet medan efterföljaren Vice City använde välkänd musik från 1980-talet.
Musiken i Final Fantasy-spelen, speciellt stycken av Nobuo Uematsu har även skapat en stor fankrets.
Stickprov bland låtarna i musikspelen Guitar Hero 5, Band Hero och DJ Hero visar enligt data från Nielsen SoundScan ingen ökning i försäljning som följd av att de varit med i respektive spel. Det spel som hade haft störst inflytande på musikförsäljningen var Brutal Legend som är ett actionspel, och inte ett musikspel, med ett soundtrack med heavy metal-tema. Spelet tillförde låtar från grupper som Motörhead och Judas Priest en ökad försäljning på upp emot 700 %, men det var ändå tal om relativt ringa volymer som inte hade betydande påverkan.

## Musikmappat innehåll
Innehåll i vissa spel skapas utifrån musik. Detta rör sig ofta om information om olika noter eller rytmslag i musikspel. I spelet Phase av utvecklaren Harmonix skapas Guitar Hero-liknande banor till musik som spelaren har valt att lägga in i spelet. Ett annat exempel är spelet Vib-Ribbon till Playstation där spelaren ska springa längs banor som skapas utifrån musik som laddats in.

## Dynamiskt ljud
Den sammantagna ljudupplevelsen i ett spel kan vara synnerligen föränderlig och det mesta av spelarens inmatningar påverkar ljudlandskapet på ett eller annat sätt. Interaktivt ljud är mer direkt påverkbart från spelarens håll och det kan vara fotsteg eller skott som hörs när spelaren rör sig eller avfyrar ett vapen. Ibland kan det finnas en gräns där ett visst musikbyte triggas, spelaren kan då springa fram och tillbaka över denna gräns för att trigga bytet flera gånger. Spelaren har möjlighet att styra ljudhändelserna i mån av vid vilken tidpunkt de spelas upp, men spelet bestämmer vilket ljudstycke det är som spelas. Adaptivt ljud är sådant som påverkas indirekt av spelarens spelande och kan bero på vilken plats man befinner sig i, vilken tidpunkt på dygnet det är, att speciella händelser inträffar, svårighetsgrad, kameravinkel, med mera.
Nu för tiden kan datorspel vara ganska långa jämfört andra medier (uppåt 60 timmar skriptat material) och spelsessioner kan bli ganska långa för vissa spelare. Att hela tiden höra samma musik kan bli tröttande och ibland göra att spelaren stänger av ljudet helt. En del spel innehåller tidsgränser så att samma musik inte ska loopas oändligt om en spelare fastnar på en viss plats. Spelet Spore från Electronic Arts reducerar den instrumentala musikens intensitet med tiden.

### Procedurell musik
För att få musiken varierad används ibland procedurell musik, vilket innebär att musiken skapas eller förändras i realtid under spelandets gång enligt förutbestämda regler. Detta kan vara generativ musik som är en form där musiken skapas från mycket små stycken eller enstaka noter, mer eller mindre slumpmässigt. Den japanske kompositören Toshio Iwai använder flera procedurella tekniker i sin speldesign. I NES-spelet Otocky skapades musiken till exempel från skott som avfyrades mot fiender och flygande noter och annan spelmekanik som kvantiserats i realtid till rytmen.
Det kan vara svårt att skapa (generera) musik i realtid så att det passar till ett spel och därför används ofta inte ren generativ musik utan transformell musik, som transformerar färdigkomponerad musik genom att ändra tonläge eller att olika instrument läggs på eller tas bort enligt situationen i spelet. Det kan till exempel handla om att lägga till vissa instrument som förknippas med seger när spelaren har ett övertag mot motståndarna i spelet eller hoppa till en viss musikfras som förknippas med förlust när spelaren är i underläge. En annan transformell metod är tempohöjning, vilket används i Super Mario Bros när spelaren börjar får ont om tid.
Många spel använder slumpmässiga algoritmer för musiken och ibland för att strukturera kortare musikfraser till längre stycken. Även om det inte är tal om helt generativ musik så är den ändå transformell på strukturell nivå och den slumpmässiga delen kan liknas lite vid aleatorisk musik. Commodore-64-spelet Times of Lore från 1988 nyttjade loopandet av kortare stycken även för att spara utrymme och rymde 10 låtar med gitarrsolon, sammanlagt på omkring 30 minuter, på 923 byte.

## Datorspelsmusik som genre
Musikgenren som äldre datorspelsmusik delas in i brukar kallas bitpop och kännetecknas av musik som kan produceras på ett chip.

## Datorspelsmusik i andra forum
Video Games Live är en konsertserie som har turnerat internationellt och spelat musik från flera olika datorspel. Konserten debuterade på Hollywood Bowl där Los Angeles Philharmonic spelade inför en publik på 11 000 personer.
Världsrekord i publik innehar dock första upplagan av den svenska konsertserien Joystick i Malmö som lockade 17 000 personer till Stortorget i Malmö 2006.
Den svenska musikgruppen Powerplay spelar covers på låtar ur kända nintendospel som Zelda, Super Mario, Bubble Bobble och Megaman och har bland annat uppträtt på Dreamhack.

## Musik skapad i datorspel
Det finns olika datorspel och musikspel där spelaren kan skapa musik. I olika MMO-spel (The Lord of the Rings Online: Shadows of Angmar, Second Life) kan spelarna träffas och jamma online med sina karaktärer och instrument de funnit i spelet.